# Orlík (Hrubý Jeseník)
Orlík (německy Urlichkuppe) je vrchol v České republice ležící v pohoří Hrubý Jeseník, třetí nejvyšší vrchol Medvědské hornatiny. Nachází se v odlehlé a liduprázdné části CHKO Jeseníky, vzdušnou čarou 6 km jižně od Rejvízu a 8 km jihovýchodně od města Jeseník.
Na hřebeni celého pásma Orlíka se střídají horské louky a paseky se smrčinami. Svahy Orlíku jsou odvodňovány především přítoky Černé Opavy.

## Přístup
Turisticky je vrchol obtížně dostupný, nevede na něj žádná turistická značka, pouze hřebenová pěšina od Medvědího vrchu; další možností je výstup od rozcestí turistických značek Kristovo loučení po neznačených cestách kolem Tetřeví chaty. Výhledy na hřeben Praděda a do Jesenické kotliny.

## Vedlejší vrchol
Necelé 2 km západně od vrcholu se nachází plochý vedlejší vrchol, pojmenovaný autory projektu Tisícovky Čech, Moravy a Slezska jako Orlík – Z vrchol (1056 m, souřadnice 50°10′51″ s. š., 17°16′32″ v. d.).